# キュリーの原理
キュリーの原理（-げんり：Curie's principle または Curie dissymmetry principle）とは、線形な物理学的現象において、原因となる事象が持っていた空間対称性は、それによる結果にも現れなければならないという原理である。逆に言えば、結果に非対称性があれば、それは原因に由来するものでなければならない。
ピエール・キュリーが1894年に結晶に関して述べたもので、物理現象の結果に現れる対称性は、結晶構造と外部からの影響（原因）とに共通の対称性であるというものである。
わかりやすい例を示すと、無重力状態でよく混ぜた砂（砂粒の密度は不均一とする）は高い対称性を持つ（等方的）。ここに重力と等方的な外力が加わると、重力方向の非対称性が現れ、砂粒はその密度に従って分離する。この原理は非線形現象では必ずしも成り立たないことが知られている。
のちにプリゴジン（1947年）が非平衡（線形）熱力学の観点から次のように解釈し、キュリー・プリゴジンの原理とも呼ばれる。
熱力学的な力（原因）と流れ（結果）の間には一般に線形関係が成り立つ。これらの力と流れはテンソル（スカラー、ベクトルも含む）で表現され、例えば一般的な化学反応ならばスカラー（0階テンソル）、拡散・電気・熱などの流れならばベクトル（1階テンソル）、粘性ならば2階テンソルで表される。一般には別種の力・流れの間にも結合（線形関係）が生じる（例えばペルティエ効果、ゼーベック効果など）。しかし空間に関して偶数階テンソルは対称、奇数階テンソルは反対称（空間の反転によりマイナスとなる）であるから、等方的な系を考えると対称テンソルと反対称テンソルの間には線形関係は成り立たない。ゆえに2種類の現象の間に結合が成り立つためには、それらのテンソル階数の差は偶数でなければならない。
ただし非等方的な系（界面や膜などを含む）ではこの限りでなく、細胞膜で膜輸送とATPの分解・合成反応とが共役するなどがその例である。